# Statistiques et records du Raja Club Athletic
Cet article recense les statistiques et records du Raja Club Athletic, club professionnel de football fondé le 20 mars 1949 à Casablanca. Club le plus supporté du pays, le Raja est le club marocain le plus titré au niveau international, et est parmi les clubs les plus prestigieux et les plus couronnés en Afrique.
Le Raja CA est le seul club, avec le Wydad AC et AS FAR, à n'avoir jamais connu la relégation de la première division depuis la création de la Fédération royale marocaine de football en 1956. Avec une capacité de 45 891 spectateurs, le Stade Mohammed-V est le stade du Raja CA. Son siège est situé au Complexe sportif Raja-Oasis et son centre d'entraînement à l'Académie du Raja CA.
Seule équipe arabe, avec Al Ain, à atteindre la finale de la Coupe du monde des clubs, le Raja a été classé en 2000 par la FIFA à la 10e place du classement des meilleurs clubs au monde après ses prestations au Mondial 2000, et a été classé par la CAF à la 3e place des meilleurs clubs africains du XXe siècle. Le Raja est la 4e équipe la plus couronnée en Afrique avec 9 titres en compétitions continentales officielles. Avec 20 trophées, le Raja est également le club marocain le plus titré du XXIe siècle.
Historiquement, le Wydad Athletic Club et l'AS FAR sont les deux principaux rivaux du Raja CA. Mais il existe aussi une certaine rivalité sportive avec le Maghreb AS, et dans une moindre mesure, le Kénitra AC. La plus grande rivalité est certainement celle qui oppose le Raja au Wydad AC. Cette intense confrontation, connue sous le nom de Derby de Casablanca, dépasse l'événement purement sportif. Régulièrement cités parmi les derbys les plus fervents du monde, il est caractérisé une profonde rivalité entre les plus grands clubs du pays, où les origines de la rivalité remontent aux premières années après l'indépendance du Maroc,,. Le Raja affiche une supériorité sur son rival tant au niveau des victoires que des buts.

## Palmarès
Le Raja est le club marocain le plus titré au niveau international, et il est également parmi les plus titrés en Afrique.
Les Verts ont disputé 34 finales de compétitions majeures et remporté 34 trophées dont 22 titres nationaux et 12 titres internationaux. Le Raja a été classé par la FIFA à la 10e place au classement des meilleurs clubs au monde après ses prestations au Mondial de 2000. De même qu'il a été classé par la CAF à la 3e place des meilleurs clubs africains du XXe siècle après Al Ahly SC et le Zamalek SC, sachant qu'il n'a été créé qu'au milieu de ce siècle.
| Compétitions nationales | Compétitions internationales | Compétitions régionales |
| --- | --- | --- |
| - Championnat du Maroc (13) - Champion en 1988, 1996, 1997, 1998, 1999, 2000, 2001, 2004, 2009, 2011, 2013, 2020 et 2024 - Vice-champion en 1966, 1974, 1986, 1992, 1993, 2003, 2005, 2010, 2014, 2019, 2021 et 2022 - Coupe du Trône (9) - Vainqueur en 1974, 1977, 1982, 1996, 2002, 2005, 2012, 2017 et 2023 - Finaliste en 1965, 1968, 1983, 1992, 2013 et 2022 | - Coupe du monde des clubs - Finaliste en 2013 - Ligue des champions de la CAF (3) - Vainqueur en 1989, 1997 et 1999 - Finaliste en 2002 - Coupe de la confédération (2) - Vainqueur en 2018 et 2021 - Supercoupe de la CAF (2) - Vainqueur en 2000 et 2019 - Finaliste en 1998 et 2021 - Coupe de la CAF (1) - Vainqueur en 2003 - Coupe Afro-Asiatique (1) - Vainqueur en 1998 | - Ligue des champions arabes (2) - Vainqueur en 2006 et 2020 - Finaliste en 1996 - Coupe Nord-Africaine des champions (1) - Vainqueur en 2015 |

## Finales
| Édition                            | Date              | Équipe             | Score               | Équipe             | Buteurs                                           | Stade                               | Source |
| ---------------------------------- | ----------------- | ------------------ | ------------------- | ------------------ | ------------------------------------------------- | ----------------------------------- | ------ |
| Coupe du monde des clubs           |                   |                    |                     |                    |                                                   |                                     |        |
| 2013                               | 21 décembre 2013  | Raja CA            | 0 - 2               | FC Bayern Munich   | —                                                 | Grand stade de Marrakech, Marrakech | [ 5 ]  |
| Ligue des champions de la CAF      |                   |                    |                     |                    |                                                   |                                     |        |
| 1989                               | 3 décembre 1989   | Raja CA            | 1 - 0               | MC Oran            | Salif N'daye 62e                                  | Stade Mohammed-V, Casablanca        | [ 6 ]  |
| 1989                               | 15 décembre 1989  | MC Oran            | 1 - 0 (2-4 t. a. b. | Raja CA            | —                                                 | Stade Ahmed-Zabana, Oran            | [ 6 ]  |
| 1997                               | 30 novembre 1997  | Goldfields SC      | 1 - 0               | Raja CA            | —                                                 | Len Clay Stadium, Obuasi            | [ 7 ]  |
| 1997                               | 14 décembre 1997  | Raja CA            | 1 - 0 (5-4t. a. b.  | Goldfields SC      | Nazir 78e                                         | Stade Mohammed-V, Casablanca        | [ 7 ]  |
| 1999                               | 27 novembre 1999  | Raja CA            | 0 - 0               | Espérance de Tunis | —                                                 | Stade Mohammed-V, Casablanca        | [ 8 ]  |
| 1999                               | 12 décembre 1999  | Espérance de Tunis | 0 - 0 (3-4 t. a. b. | Raja CA            | —                                                 | Stade olympique d'El Menzah, Tunis  | [ 8 ]  |
| 2002                               | 30 novembre 2002  | Raja CA            | 0 - 0               | Zamalek SC         | —                                                 | Stade Mohammed-V, Casablanca        | [ 9 ]  |
| 2002                               | 13 décembre 2002  | Zamalek SC         | 1 - 0               | Raja CA            | —                                                 | Stade international, Le Caire       | [ 9 ]  |
| Coupe de la confédération          |                   |                    |                     |                    |                                                   |                                     |        |
| 2018                               | 25 novembre 2018  | Raja CA            | 3 - 0               | AS Vita Club       | Rahimi 47e 61e, Benhalib 65e (pen.)               | Stade Mohammed-V, Casablanca        | [ 10 ] |
| 2018                               | 2 décembre 2018   | AS Vita Club       | 3 - 1               | Raja CA            | Hafidi 21e                                        | Stade des martyrs, Kinshasa         | [ 10 ] |
| 2020-21                            | 10 juillet 2021   | Raja CA            | 2 - 1               | JS Kabylie         | Rahimi 6e, Malango 14e                            | Stade de l'Amitié, Cotonou          | [ 11 ] |
| Supercoupe de la CAF               |                   |                    |                     |                    |                                                   |                                     |        |
| 1998                               | 15 mars 1998      | Raja CA            | 2 - 2 (2-4 t. a. b. | Étoile du Sahel    | Nazir 69e, Londo 82e                              | Stade Mohammed-V, Casablanca        | [ 12 ] |
| 2000                               | 5 mars 2000       | Raja CA            | 2 - 0               | Africa Sports      | El Moubarki 52e, Armoumen 86e                     | Stade Mohammed-V, Casablanca        | [ 13 ] |
| 2019                               | 29 mars 2019      | Espérance de Tunis | 1 - 2               | Raja CA            | Hafidi 22e, Benoun 64e                            | Stade Jassim-bin-Hamad, Doha        | [ 14 ] |
| 2021                               | 22 décembre 2021  | Al Ahly SC         | 1 - 1 (6-5 t. a. b. | Raja CA            | Ibrahim (en) 13e (csc)                            | Stade Ahmed-ben-Ali, Doha           | [ 15 ] |
| Coupe de la CAF                    |                   |                    |                     |                    |                                                   |                                     |        |
| 2003                               | 9 novembre 2003   | Raja CA            | 2 - 0               | Cotonsport Garoua  | Bidoudane 11e, Diallo 72e                         | Stade Mohammed-V, Casablanca        | [ 16 ] |
| 2003                               | 23 novembre 2003  | Cotonsport Garoua  | 0 - 0               | Raja CA            | —                                                 | Stade Roumdé Adjia, Garoua          | [ 16 ] |
| Coupe Afro-Asiatique               |                   |                    |                     |                    |                                                   |                                     |        |
| 1998                               | 11 avril 1999     | FC Pohang Steelers | 2 - 2               | Raja CA            | Khalif 41e, Moustawdae 67e                        | Pohang Steel Yard, Pohang           | [ 11 ] |
| 1998                               | 25 avril 1999     | Raja CA            | 1 - 0               | FC Pohang Steelers | Aboub 75e                                         | Stade Mohammed-V, Casablanca        | [ 11 ] |
| Championnat arabe des clubs        |                   |                    |                     |                    |                                                   |                                     |        |
| 1996                               | 16 septembre 1996 | Al Ahly SC         | 3 - 1               | Raja CA            | Bassir 27e                                        | Stade international, Le Caire       | [ 17 ] |
| 2006                               | 18 avril 2006     | ENPPI Club         | 1 - 2               | Raja CA            | Alloudi 11e, Soulaimani 68e                       | Stade Osman Ahmed Osman, Le Caire   | [ 18 ] |
| 2006                               | 6 mai 2006        | Raja CA            | 1 - 0               | ENPPI Club         | Alloudi 67e                                       | Stade Mohammed-V, Casablanca        | [ 18 ] |
| 2020                               | 21 août 2021      | Raja CA            | 4 - 4 (4-3 t. a. b. | Ittihad FC         | Haddad 5e, Benhalib 13e, El Wardi 37e, Rahimi 60e | Stade Moulay-Abdallah, Rabat        | [ 19 ] |
| Coupe Nord-Africaine des champions |                   |                    |                     |                    |                                                   |                                     |        |
| 2015                               | 16 août 2015      | Raja CA            | 2 - 0               | Club Africain      | Bouldini 31e, Iajour 89e                          | Stade Mohammed-V, Casablanca        | [ 20 ] |
| Coupe du trône                     |                   |                    |                     |                    |                                                   |                                     |        |
| 1964-65                            | 13 juin 1965      | Raja CA            | 1 - 3               | KAC Marrakech      | Bhaïja 65e                                        | Stade d'honneur, Casablanca         | [ 21 ] |
| 1967-68                            | 14 juillet 1968   | Raja CA            | 0 - 1               | Racing AC          | —                                                 | Stade d'honneur, Casablanca         | [ 22 ] |
| 1973-74                            | 28 juillet 1974   | Raja CA            | 1 - 0               | Maghreb AS         | Laarabi 35e                                       | Stade d'honneur, Casablanca         | [ 23 ] |
| 1976-77                            | 17 juillet 1977   | DH El Jadida       | 0 - 1               | Raja CA            | Beggar 118e (pen.)                                | Stade Belvédère, Rabat              | [ 24 ] |
| 1981-82                            | 14 mars 1982      | Raja CA            | 1 - 0               | RS Kénitra         | Beggar 61e                                        | Stade Mohammed-V, Casablanca        | [ 25 ] |
| 1982-83                            | 21 août 1983      | Raja CA            | 1 - 1 (4-5 t. a. b. | CO Casablanca      | Fethi 80e                                         | Stade Mohammed-V, Casablanca        | [ 26 ] |
| 1991-92                            | 11 janvier 1993   | CO Casablanca      | 1 - 0               | Raja CA            | —                                                 | Stade El Harti, Marrakech           | [ 27 ] |
| 1995-96                            | 7 avril 1996      | AS FAR             | 0 - 1               | Raja CA            | Jrindou 118e                                      | Stade Hassan-II, Fès                | [ 28 ] |
| 2001-02                            | 11 janvier 2004   | Maghreb AS         | 0 - 2               | Raja CA            | Souleiman 7e, Bidoudane 52e                       | Stade Moulay-Abdallah, Rabat        | [ 29 ] |
| 2004-05                            | 16 juillet 2005   | OC Khrouribga      | 0 - 0 (4-5 t. a. b. | Raja CA            | —                                                 | Stade Moulay-Abdallah, Rabat        | [ 30 ] |
| 2012                               | 18 novembre 2012  | AS FAR             | 0 - 0 (4-5 t. a. b. | Raja CA            | —                                                 | Stade Moulay-Abdallah, Rabat        | [ 31 ] |
| 2013                               | 18 novembre 2013  | DH El Jadida       | 0 - 0 (5-4 t. a. b. | Raja CA            | —                                                 | Stade Moulay-Abdallah, Rabat        | [ 32 ] |
| 2017                               | 18 novembre 2017  | DH El Jadida       | 1 - 1 (1-3 t. a. b. | Raja CA            | Iajour 28e                                        | Stade Moulay-Abdallah, Rabat        | [ 33 ] |
| 2021-22                            | 15 juillet 2023   | RS Berkane         | 1 - 0               | Raja CA            | —                                                 | Stade Moulay-Abdallah, Rabat        | [ 34 ] |
| 2022-23                            | 1er juillet 2024  | AS FAR             | 1 - 2               | Raja CA            | Bouzok 4e, Boulacsoute 79e                        | Stade Adrar, Agadir                 | [ 35 ] |

## Club

### Premières

#### Matchs
| Intitulé                               | Résultat                               | Date              | Compétition                             | Stade                          |
| -------------------------------------- | -------------------------------------- | ----------------- | --------------------------------------- | ------------------------------ |
| Premier match officiel                 | Raja CA 1-0 AS Ben Ahmed               | 17 septembre 1950 | Coupe d'Afrique du Nord                 | Stade municipal 2 mars         |
| Premier match officiel disputé         | Raja CA 0-0 AS Police Casablanca       | 8 octobre 1950    | 2e Division (Groupe Chaouia-Nord)       | Stade municipal 2 mars         |
| Premier match après l'indépendance     | Raja CA 4-1 KSNAC Casablanca           | 15 septembre 1956 | Barrages du critérium                   | Stade d'honneur                |
| Premier match en Coupe du trône        | Raja CA 7-1 Olympique Ouazzane         | 7 octobre 1956    | Coupe du trône                          | Stade d'honneur                |
| Premier match en championnat           | Fath Union Sport 2-0 Raja CA           | 10 novembre 1956  | Botola                                  | Stade Belvédère                |
| Première victoire en championnat       | Raja CA 2-0 Sporting des Roches Noires | 17 novembre 1956  | Botola                                  | Stade d'honneur                |
| Premier match en Coupes d'Afrique      | AS Police 1-0 Raja CA                  | 30 mai 1983       | Coupe d'Afrique des vainqueurs de coupe | Stade municipal de l'AS Police |
| Premier match en Championnat arabe     | Raja CA 1-4 Étoile sportive du Sahel   | 24 juin 1987      | Coupe des clubs champions arabes        | Stade Mohammed-V               |
| Premier match en Ligue des champions   | Raja CA 2-0 ASC Jeanne d'Arc           | 8 mars 1989       | Coupe des clubs champions africains     | Stade Mohammed-V               |
| Première victoire en Championnat arabe | Al-Weehdat Club 0-4 Raja CA            | 7 septembre 1996  | Coupe des clubs champions arabes        | Stade international du Caire   |
| Premier match en Coupe du monde        | SC Corinthians 2-0 Raja CA             | 5 janvier 2000    | Championnat du monde des clubs          | Stade Cícero Pompeu de Toledo  |

#### Titres
| Intitulé                            | Finale                                   | Date             | Compétition                              | Stade                  |
| ----------------------------------- | ---------------------------------------- | ---------------- | ---------------------------------------- | ---------------------- |
| Premier titre de champion d'automne | Raja CA 0-0 Kénitra AC                   | 28 décembre 1958 | Botola 1958-59 (13e journée)             | Stade d'honneur        |
| Première finale                     | Kawkab de Marrakech 3-1 Raja CA          | 13 juin 1965     | Coupe du trône 1967-68                   | Stade d'honneur        |
| Premier titre                       | Raja CA 1-0 Maghreb AS                   | 28 juillet 1974  | Coupe du trône 1973-74                   | Stade d'honneur        |
| Premier championnat                 | Union sportive de Sidi Kacem 0-1 Raja CA | 17 juillet 1988  | Botola 1987-88 (33e journée)             | Stade Abdelkader-Allam |
| Premier titre africain              | Mouloudia d'Oran 1-1 Raja CA             | 15 décembre 1989 | Coupe des clubs champions africains 1989 | Stade Mohammed-V       |
| Premier titre arabe                 | Raja CA 1-0 ENPPI Club                   | 6 mai 2006       | Ligue des champions arabes 2005-06       | Stade du 19-Juin       |

### Scores
| Victoires | Défaites |
| --- | --- |
| - Botola - À domicile: 7-1 - Raja de Béni Mellal (1974-75, 9 février 1975) - À l'extérieur: 3-7 - Renaissance de Berkane (2018-19, 13 mars 2019) - Coupe du trône - À domicile: 7-1 - Olympique Ouazzane (1956-57, 7 octobre 1956) - À l'extérieur: 1-4 - Olympique Dcheira (2017, 27 août 2017) - Coupes d'Afrique - À domicile: 10-1 - Tourbillon FC (Ligue des champions 2011, 28 janvier 2011) - À l'extérieur: 0-3 - Ajax Cape Town FC (Ligue des champions 2005, 11 septembre 2005) - Championnat arabe - À domicile: 8-0 - Shabab Tulkarm (Ligue des champions arabes 2006-07, 13 septembre 2006) - À l'extérieur: 0-7 - Shabab Rafah (Coupe des clubs champions arabes 1996, 13 septembre 1996) | - Botola - À domicile: 1-4 - Racing Athletic Club (1963-64, 31 mai 1964) - Raja de Béni Mellal (1977-78, 22 octobre 1978) - AS FAR (2015-16, 11 avril 2016) - À l'extérieur: 6-0 - Mouloudia d'Oujda (1956-57, 27 janvier 1957) - Coupe du trône - À domicile: 0-4 - AS FAR (1989-90) - - À l'extérieur: 5-1 - Fath Union Sport (1994-95) - Coupes d'Afrique - À domicile: 2-4 - Renaissance de Berkane (Coupe de la confédération 2018-19, 24 février 2019) - À l'extérieur: 5-0 - Berekum Chelsea (Ligue des champions 2012, 25 mars 2012) - Championnat arabe - À domicile: 1-4 - Étoile sportive du Sahel (Coupe des clubs champions arabes 1987, 24 juin 1987) - À l'extérieur: 3-1 - Al Ahly SC (Coupe des clubs champions arabes 1996, 16 septembre 1996) |

### Buts et points
| Buts | Points | Résultats |
| --- | --- | --- |
| - Buts marqués en une saison - Le plus : 105 (2018-19) - Le moins : 21 (1993-94) - But marqués en Botola - Le plus : 56 (2012-2013 et 2018-19, 30 matchs) - Le moins : 21 (1968-69 et 1993-94, 30 matchs) - Buts encaissés en Botola - Le moins : 12 (2000-01, 30 matchs) - Le plus : 41 (1971-72, 30 matchs) - Plus de buts marqués en: - Ligue des champions: 24 (2002) - Coupes d'Afrique : 34 (2018) - Championnat arabe : 19 (2005-06) - Différence de buts - La meilleure : +38 (1997-98, 30 matchs) - La pire : -4 (1970-71, 30 matchs) - Plus de clean sheets en Botola - 24 (1985-86, 38 matchs) - 23 (2000-01, 30 matchs) | Ancien barème: victoire-3pts, nul-2pts, défaite-1pt Nouveau barème depuis 1995 : victoire-3pts, nul-1pt, défaite-0pt - Plus de points - Ancien barème : 91 (1985-86, 38 matchs) - Nouveau barème : 72 (2023-24, 30 matchs) - Moins de points : - Ancien barème : 50 (1964-65, 24 matchs) - Nouveau barème : 35 (2006-07, 30 matchs) - Moins de points pour remporter le titre - 55 (1996-97, 30 matchs) - Plus de points sans remporter le titre - 60 (2004-05, 2021-22, 30 matchs) | - Victoires - Le plus : - 20 (1985-86, 38 journées) - 21 (2023-24, 30 journées) - Le moins : 5 (1968-69, 30 journées) - Nuls - Le plus : 17 (1968-69, 30 journées) - Le moins : 6 (2004-05, 30 journées) - Défaites - Le moins : 0 (2023-24, 30 journées) - Le plus : 11 (1956-57 et 1977-78, 30 journées) - Moins de victoires pour remporter le titre - 15 (1996-97 et 2003-04, 30 journées) - Plus de victoires sans remporter le titre - 20 (1985-86, 38 journées) - 18 (2004-05, 30 journées) |

### Séries
- Plus longue série d'invincibilité:

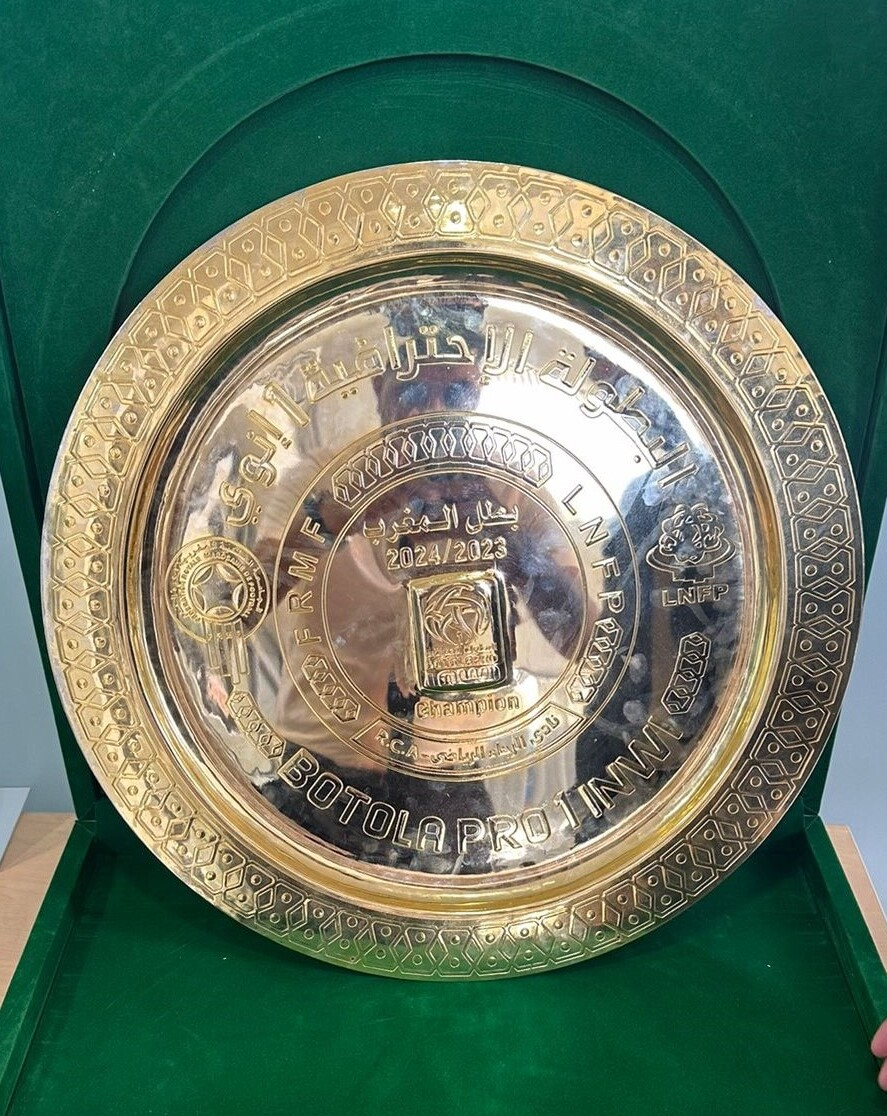
Le trophée des invincibles remporté en 2023-24. Le Raja a également battu le record des points et des victoires consécutives

  - 37, CAY Berrechid 1-3 (Botola 2023-24, 27 août 2023) —  AS GNN 5-0 (LDC 2024-25, 24 août 2024)
- Plus longue série d'invincibilité en Ligue des champions :
  - En général : 11,  Horoya AC 1-0 (LDC 2014, 8 mars 2014) —  Al Nasr Benghazi 1-1 (LDC 2019-20, 28 septembre 2019)
  - À domicile : 25,  Young Africans 6-0 (LDC 1998, 4 septembre 1998) —  Al Ahly SC 1-1 (LDC 2005, 20 août 2005)
- Plus longue série d'invincibilité en Coupes d'Afrique :
  - En général : 17,  Namungo FC 1-0 (Coupe de la confédération 2020-21, 10 mars 2021)  —   Horoya AC 1-0 (LDC 2014, 25 février 2022)
  - À domicile : 33,  Young Africans 6-0 (LDC 1998, 4 septembre 1998) —  Al Ahly SC 1-1 (LDC 2005, 20 août 2005)
- Plus longue série de victoires :
  - Toutes compétitions confondues: 16, OC Safi 1-0 (Botola 2023-24, 3 mars 2024) —  AS GNN 5-0 (LDC 2024-25, 24 août 2024)[54]
  - Championnat : 9, OC Safi 1-0 (Botola 2023-24, 3 mars 2024) — MC Oujda (Botola 2023-24, 14 juin 2024)[55]
  - Coupe du trône : 8, Stade marocain 2-0 (CDT 2001-02, 25 août 2001) — JS El Massira 3-2 (CDT 2002-03, 11 août 2003)[56],[57]
  - Ligue des champions : 6,  ASN Nigelec 0-2 (LDC 2022-23, 8 octobre 2022) —  Horoya AC 1-3 (LDC 2022-23, 7 mars 2023)
  - Compétitions africaines : 8,  Aduana Stars 3-0 (Coupe de la confédération 2018, 29 août 2018) —  AS Vita Club 3-0 (Coupe de la confédération 2018, 25 novembre 2018)[58]
  - Championnat arabe : 7,  Qadsia SC 3-0 (Ligue des champions arabes 2005-06, janvier 2006) —  Shabab Tulkarm 6-0 (Ligue des champions arabes 2006-07, 20 septembre 2006)[59],[60]
- Plus longue série de clean sheets: 12 (1998-99, journée 9-journée 20) — Mustapha Chadli.
- Plus longue série de matchs sans victoire : 11 (Botola 2006-07)[61]

### Doublés
- Doublés championnat-Coupe : 3 (1995-96, 2012-13 et 2023-24)
- Doublés championnat-Ligue des champions : 2 (1997-98 et 1999-00)
- Plus de titres lors d'une saison : 3 (1999-00 – Botola, Ligue des champions et Supercoupe)

## Joueurs

### Buteurs
| Général | Saison |
| --- | --- |
| - Coupe du trône : 10 - Mouhcine Iajour - Abdelilah Hafidi - Coupes d'Afrique - Mouhcine Iajour : 19 - Ligue des champions - Mustapha Moustawdae : 12 - Coupe de la confédération - Mahmoud Benhalib : 15 - Championnat arabe des clubs - Soufiane Alloudi : 9 - Meilleur buteur non-marocain - Ben Malango : 35 - Plus grand nombre de buts inscrits en un match : 5 - Mustapha Aarach vs. Sporting Club de Taza 6-1 (Championnat Pré-Honneur 1952-1953) - Plus longue série de buts en championnat : - Soufiane Alloudi – 6 (2004-2005) - Plus longue série de buts en Coupes d'Afrique : 4 - Christian Osaguona (Ligue des champions 2015) - Mohsine Moutouali (Ligue des champions 2019-2020) - Buteur le plus âgé en Botola - Omar Nejjary à 37 ans, 7 mois et 28 jours (Wydad Fès, Botola 2009-10, 24 février 2010) - Buteur le plus âgé en Ligue des champions - Mohsine Moutouali à 35 ans, 11 mois et 19 jours (Amazulu, LDC 2021-22, 12 février 2022) - Buteur le plus jeune en Ligue des champions - Houssine Rahimi à 19 ans, 8 mois et 14 jours (LPRC Oilers, LDC 2021-22, 17 octobre 2021) | - Championnat : 22 - Moussa Hanoun (1959-60) - Ligue des champions : 7 - Hicham Aboucherouane (2002) - Coupe d'Afrique : 12 - Mahmoud Benhalib (2018) - Toutes compétitions confondues: 29 - Mouhcine Iajour (2018-19) |

### Premières et caps
| Premières | Caps |
| --- | --- |
| - Premier buteur : Abyad Weld Sbaiya - Union sportive de Fès 2-5 (Coupe d'Afrique du Nord 1950-51, 15 octobre 1950) - Premier buteur en championnat : Hamid Bahij - Sporting des Roches Noires 2-0 (Botola 1956-57, 17 novembre 1956) - Premier buteur en Coupe du trône : Hamid Bahij - Olympique Ouazzane 7-1 (Coupe du trône 1956-57, 7 octobre 1956) - Premier buteur en Ligue des champions : Bouazza Ouldmou - ASC Jeanne d'Arc 2-0 (Coupe des clubs champions africains 1989, 8 mars 1989) - Premier buteur en Coupe arabe : Abderrahim Hamraoui - Étoile sportive du Sahel 1-4 (Coupe des clubs champions arabes 1987, 24 juin 1987) | - Plus de caps en Coupes d'Afrique : 91 – Anas Zniti - Plus de caps en Championnat arabe : 24 – Rachid Soulaimani et Zakaria Zerouali. - Joueur le plus âgé: Omar Nejjary à 37 ans, 10 mois et 18 jours (contre AS FAR, Botola 2009-10, 15 mai 2010) |

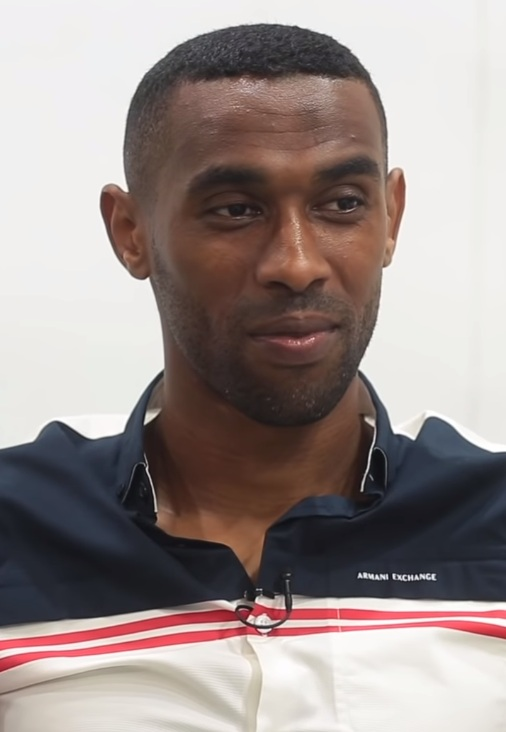
Mouhcine Iajour est le meilleur buteur de l'histoire du Raja en Afrique.

### Palmarès individuel
- Le joueur marocain le plus titré : Abdellatif Jrindou, 19 titres (dont 15 titres avec le Raja) et Redouane El Haimeur, 16 titres, tous avec le Raja.
- Le joueur marocain le plus titré en Ligue des champions : Mustapha Moustawdae, 3 titres.
- Trois joueurs marocains seulement ont inscrit un Super Hat-trick (quadruplé) en Ligue des champions, et ils l'ont fait tous avec le Raja.
  - Réda Ryahi vs.  Young Africans 6-0 (Ligue des champions 1998, 20 septembre 1998)
  - Mustapha Moustawdae (vs.  ASEC Ndiambour 4-0 (Ligue des champions 1999, 3 avril 1999)
  - Mouhcine Iajour (vs.  Diamond Stars FC 6-0 (Ligue des champions 2014, 7 février 2014)
- Le seul joueur à avoir fini meilleur buteur de la Ligue des champions et de la Coupe de la CAF est Hicham Aboucherouane : en 2002 et 2003. Il est également le seul joueur à avoir disputé trois Ligues des champions sur trois continents différents.
- Le seul joueur à être sacré meilleur buteur et meilleur passeur du championnat: Yousri Bouzok en 2023-2024[75].
- Le seul joueur marocain récompensé par le prix du Fair-play décerné par l’UNESCO est Abdelmajid Dolmy le 15 octobre 1992[76].

### Joueurs les plus titrés
| Rang | Joueurs             | Carrière au club               | Nombre de trophées | Détails des trophées |
| ---- | ------------------- | ------------------------------ | ------------------ | --- |
| 1er  | Redouane El Haimer  | 1994-2006                      | 16                 | Botola (7), Coupe du trône (3), Ligue des champions (2), Coupe de la CAF (1), Supercoupe d'Afrique (1), Coupe Afro-asiatique (1), Ligue des champions arabes (1). |
| 2e   | Abdellatif Jrindou  | 1995-2001 2002-2003 2004-2010  | 15                 | Botola (7), Coupe du trône (2), Ligue des champions (2), Coupe de la CAF (1), Supercoupe d'Afrique (1), Coupe Afro-asiatique (1), Ligue des champions arabes (1). |
| 3e   | Mustapha Chadli     | 1996-2005                      | 14                 | Botola (7), Coupe du trône (2), Ligue des champions (2), Coupe de la CAF (1), Supercoupe d'Afrique (1), Coupe Afro-asiatique (1).                                 |
| 4e   | Mustapha Moustawdae | 1988-2000                      | 11                 | Botola (5), Coupe du trône (1), Ligue des champions (3), Supercoupe d'Afrique (1), Coupe Afro-asiatique (1).                                                      |
| 4e   | Omar Nejjary        | 1992-2000 2001-2002 2007-2010  | 11                 | Botola (6), Coupe du trône (1), Ligue des champions (2), Supercoupe d'Afrique (1), Coupe Afro-asiatique (1).                                                      |
| 6e   | Hicham Misbah       | 1999-2009                      | 10                 | Botola (4), Coupe du trône (2), Ligue des champions (1), Coupe de la CAF (1), Supercoupe d'Afrique (1), Ligue des champions arabes (1).                           |
| 6e   | Nabil Mesloub       | 1998-1999 2000- 2007 2008-2011 | 10                 | Botola (5), Coupe du trône (2), Ligue des champions (1), Coupe de la CAF (1), Ligue des champions arabes (1).                                                     |
| 8e   | Abdelilah Hafidi    | 2011-2022 2023-                | 9                  | Botola (2), Coupe du trône (2), Coupe de la confédération (2), Supercoupe d'Afrique (1), Coupe nord-africaine (1), Ligue des champions arabes (1).                |
| 8e   | Mustapha Khalif     | 1988-1999                      | 9                  | Botola (5), Coupe du trône (1), Ligue des champions (2), Coupe Afro-asiatique (1).                                                                                |
| 8e   | Hamid Nater         | 1999-2004 2006-2008            | 9                  | Botola (4), Coupe du trône (2), Ligue des champions (1), Supercoupe d'Afrique (1), Coupe Afro-asiatique (1).                                                      |
| 8e   | Anas Zniti          | 2015-                          | 9                  | Botola (2), Coupe du trône (2), Coupe de la confédération (2), Supercoupe d'Afrique (1), Coupe arabe des clubs champions (1), Coupe nord-africaine des clubs (1). |

### Distinctions individuelles
| Meilleurs joueurs | Meilleurs buteurs | Meilleurs gardiens | Autres récompenses |
| --- | --- | --- | --- |
| - Ballon de bronze Adidas (1) - Mouhcine Iajour : 2013 - Meilleur joueur de la Ligue des champions (2) - Mustapha Moustawdae : 1999 - Hicham Aboucherouane : 2002 - Sportif marocain de l'année (1) - Soufiane Alloudi : 2006 - Meilleur joueur de la Botola (5) - Hicham Aboucherouane : 2002 - Mohsine Moutouali : 2011 et 2014 - Soufiane Rahimi : 2020 et 2021 - Meilleur défenseur de la Botola (2) - Mohamed Oulhaj : 2009 - Badr Benoun : 2018 - Meilleur espoir de la Botola (4) - Abdelilah Hafidi : 2012 - Abdelkabir El Ouadi : 2014 - Mahmoud Benhalib : 2018 - Soufiane Rahimi : 2019 - Meilleur joueur étranger de la Botola (4) - Kouko Guehi : 2014 - Michel Babatunde : 2016 - Ben Malango : 2021 - Yousri Bouzok : 2024 | - Meilleur buteur de la Coupe du monde des clubs (1) - Mouhcine Iajour : 2013 - Meilleur buteur de la Ligue des champions (2) - Réda Ryahi : 1998 (6 buts) - Hicham Aboucherouane : 2002 (7 buts) - Meilleur buteur de la Coupe de la CAF (1) - Hicham Aboucherouane : 2003 (7 buts) - Meilleur buteur de la Coupe de la confédération (2) - Mahmoud Benhalib : 2018 (12 buts) - Ben Malango : 2021 (6 buts) - Meilleur buteur de la Botola (7) - Moussa Hanoun : 1960 (22 buts) - Houmane Jarir : 1967 (18 buts) - Mustapha Bidoudane : 2003 (14 buts) et 2004 (13 buts) - Mouhcine Iajour : 2018 (17 buts) et 2019 (19 buts) - Yousri Bouzok : 2024 (14 buts) - Meilleur buteur de la Ligue des champions arabes (1) - Soufiane Alloudi : 2006 | - Meilleur gardien de but en Ligue des champions (4) - Mustapha Chadili : 1997, 1999 et 2002 - Anas Zniti : 2020 - Meilleur gardien de but de la Botola (8) - Mustapha Chadli : 1998, 2001 et 2003 - Anas Zniti : 2017, 2020, 2021, 2022 et 2024 | - Prix du Fair-Play de l'UNESCO (1) - Abdelmajid Dolmy : 1992 - Prix du plus beau but de la Ligue des champions (1) - Abdelouahed Abdessamad : 2002 - Meilleur entraîneur de la Botola (1) - Jamal Sellami : 2020 - Josef Zinnbauer: 2024 |

### Capitanat
Les périodes durant lesquelles les capitaines ont porté le brassard ne sont pas précises avant 1984, elles ne sont donc pas mentionnées. Les joueurs dont le nom est écrit en italique ont porté le brassard à titre provisoire.
| Nom                   | Poste             |
| --------------------- | ----------------- |
| Maati Bouabid         | Milieu de terrain |
| Mohamed Roudani       | Défenseur         |
| Hamid Bahij           | Milieu de terrain |
| Mohamed Khalfi        | Attaquant         |
| Mohamed Bhaija        | Attaquant         |
| Mustapha Milazzo (en) | Défenseur         |
| Mohamed Bénini        | Attaquant         |
| Houmane Jarir         | Attaquant         |
| Petchou               | Milieu de terrain |
| Saïd Ghandi           | Attaquant         |
| Abdellatif Beggar     | Milieu de terrain |
| Najib Mokhles         | Attaquant         |
| Abdelfettah Benbarek  | Milieu de terrain |

| Nom                      | Poste             | Période   |
| ------------------------ | ----------------- | --------- |
| Abdelmajid Dolmy         | Milieu de terrain | 1984-1987 |
| Aziz Kharbouch           | Attaquant         | 1987      |
| Mohamed Nejmi            | Milieu de terrain | 1987-1989 |
| Said Seddiki             | Milieu de terrain | 1989-1990 |
| Abdelmajid Dolmy         | Milieu de terrain | 1990-1991 |
| Fathi Jamal              | Milieu de terrain | 1991-1992 |
| Abderrahim Hamraoui      | Attaquant         | 1992-1993 |
| Alain Gouméné            | Gardien de but    | 1992      |
| Khalid Moussalek         | Défenseur         | 1993      |
| Tijani El-Mâataoui       | Défenseur         | 1993-1994 |
| Tahar Chérif El-Ouazzani | Milieu de terrain | 1994-1995 |
| Mustapha Toutia          | Gardien de but    | 1995      |
| Rimy Zitouni             | Défenseur         | 1995      |
| Mustapha Khalif          | Attaquant         | 1995-1999 |
| Abdelilah Fahmi          | Défenseur         | 1999      |
| Mustapha Moustawdae      | Attaquant         | 1999      |
| Abdellatif Jrindou       | Défenseur         | 1999-2000 |

| Nom                | Poste             | Période   |
| ------------------ | ----------------- | --------- |
| Redouane El Haimer | Défenseur         | 2000-2001 |
| Omar Nejjary       | Milieu de terrain | 2001      |
| Abdellatif Jrindou | Défenseur         | 2001-2003 |
| Mustapha Chadli    | Gardien de but    | 2003-2005 |
| Nabil Mesloub      | Milieu de terrain | 2006      |
| Abdellatif Jrindou | Défenseur         | 2005-2010 |
| Elamin Erbate      | Défenseur         | 2010-2013 |
| Tarik Jermouni     | Gardien de but    | 2010      |
| Yassine El Had     | Gardien de but    | 2010-2011 |
| Rachid Soulaimani  | Défenseur         | 2011      |
| Mohsine Moutouali  | Attaquant         | 2013-2014 |
| Ismail Benlmaalem  | Défenseur         | 2014      |
| Mohamed Oulhaj     | Défenseur         | 2014-2016 |
| Issam Erraki       | Milieu de terrain | 2016-2018 |
| Badr Benoun        | Défenseur         | 2018-2019 |
| Mohsine Moutouali  | Attaquant         | 2019-2022 |
| Anas Zniti         | Gardien de but    | 2022-2025 |
| Abdellah Khafifi   | Gardien de but    | 2025-     |

## Entraîneurs

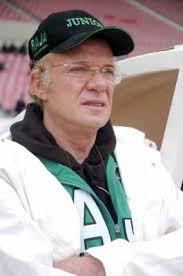
Oscar Fulloné est l'entraîneur le plus titré de l'histoire du club

- Premier entraîneur :  Mohamed Naoui (1949-1952).
- Premier entraîneur étranger :  Pál Orosz (1971-1973).
- Plus long passage :  Père Jégo (11 ans entre 1957-1965, 1965-1967 et 1968-1969).
- Plus de trophées remportés : 6 –  Oscar Fulloné.
- Plus de mandats : 3
  -  Père Jégo.
  -  Alexandru Moldovan.
  -  M'hamed Fakhir.
  -  José Romão.

## Présidents
- Premier président :
  -   Hajji Ben Abadji (1949-1956)[96].
  -  Moulay Sassi Alaoui Aboudarka (président d'honneur 1949-1956)
- Premier et seul président étranger :   Hajji Ben Abadji (1949-1956).
- Plus long mandat :  Abdellah Ghallam (9 ans entre 1992-1998 et 2007-2010).
- Plus de trophées remportés : 6
  -  Abdellah Ghallam.
  -  Ahmed Ammor.

## Distinctions et records

### Distinctions et classements

#### Distinctions

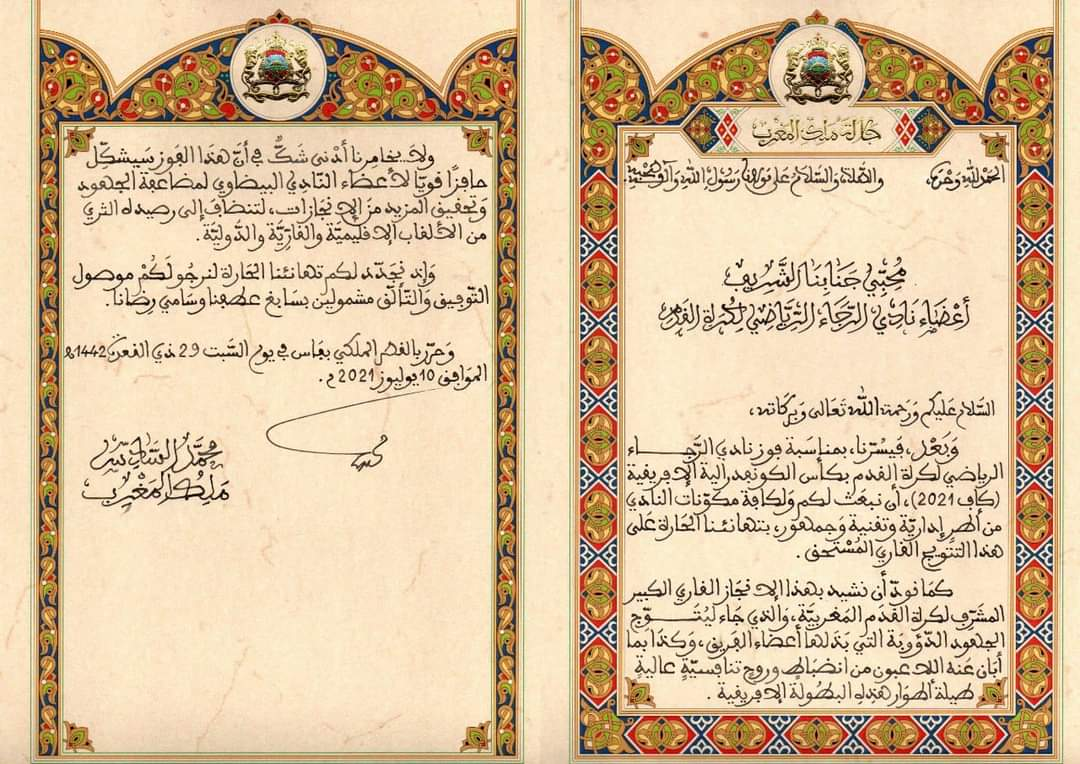
Message de félicitations de la part du roi Mohammed VI après la victoire du Raja lors de la finale de la Coupe de la confédération 2021

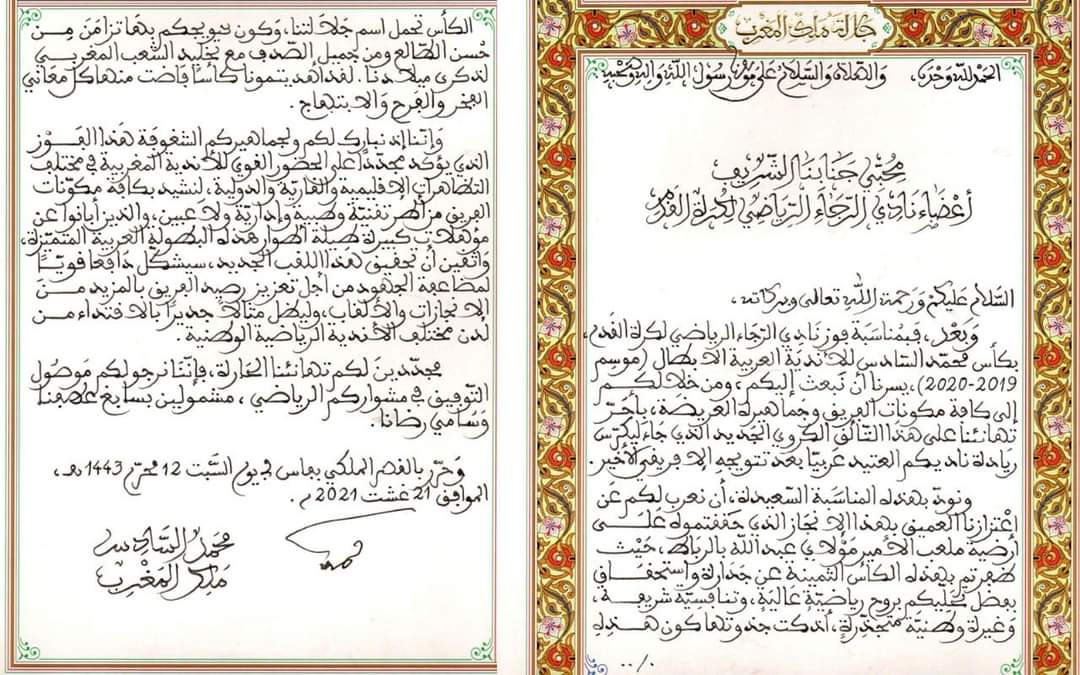
Message de félicitations de la part du roi Mohammed VI après la victoire du Raja en Coupe arabe des clubs champions 2019-2020

- 2000 : Décoration royale (Ouissams) du Raja CA après ses prestations au Mondial des clubs 2000.
- 2013 : Décoration royale (Ouissams) du Raja CA à la suite de son titre de vice champion du monde 2013[97].

#### Classements internationaux
- Le Raja a été classé 3e par la Confédération africaine de football dans le classement officiel des meilleurs clubs africains de football du XXe siècle après Zamalek SC et Al Ahly SC. Le Raja est le seul club marocain à arriver à ce rang sachant que son rival le Wydad est tombé à la 8e place[98]. D'autres classements ont placé le Raja 3e club africain du siècle selon l'IFFHS et 4e selon la RSSSF.
- Le Raja est le seul club marocain à avoir occupé une place au classement annuel des meilleurs 10 clubs au monde[réf. nécessaire] établi par la FIFA en 2000. À la suite de ses excellentes performances à la Coupe du monde des clubs 2000, le Raja pointe au 10e rang du classement, en tête des clubs africains. Il a par ailleurs arboré sa troisième étoile de champion d'Afrique cette année-là.
- En 2004, le Raja s'est pointé à la 77e place d'un classement officiel organisé par la FIFA à l'occasion de ses cent ans d'existence, et qui regroupe les meilleurs 100 clubs de football au monde, tout en comptant les titres nationaux et internationaux. Le Raja était le seul club maghrébin à entrer dans ce top 100.
- En 2018, un classement des meilleurs clubs africains de tous les temps a été établi par le site web français Les 10 meilleurs, le Raja CA est classé à la 4e place.

### Records
National
- Le club marocain le plus titré du XXIe siècle: 20 titres.
- Première équipe à accéder au championnat du Maroc après l'indépendance (1956-57)[3].
- Plus grand nombre de saisons consécutives en championnat depuis sa création après l'indépendance: 69 – record absolu partagé[99].
- L'équipe marocaine avec le plus de participations en Ligue des champions: 21.
- L'équipe marocaine avec le plus de participations en Coupe du monde des clubs: 2.
- L'équipe marocaine la plus titrée en compétitions africaines officielles: 9 titres.
- L'équipe marocaine la plus titrée en Ligue des champions : 3 (1989, 1997 et 1999).
- Première équipe marocaine à remporter la Ligue des champions dès sa première participation (1989)[100].
- L'équipe marocaine avec le plus de participations en compétitions africaines.
- L'équipe marocaine avec le plus de victoires et de buts en compétitions africaines.
- L'équipe marocaine la plus titrée en Coupe arabe des clubs champions : 2 (2006 et 2021).
- Plus grande victoire d'une équipe marocaine en Coupes d'Afrique: 10-1 contre Tourbillon FC (2011).
- Plus grand nombre de titres d'affilée en championnat: 6 (1995-96 et 2000-01).
- Plus grand nombre de points sur une saison en championnat: 72 points (2023-24).
- Plus grand nombre de buts marqués sur une saison: 105 buts (2018-19).
- Plus grand nombre de buts marqués sur une saison en Ligue des champions: 24 buts (2002).
- Plus grand nombre de buts marqués sur une saison en Coupes d'Afrique: 34 buts (2018).
- Plus petit nombre de défaites sur une saison en championnat: 0 (2023-24).
- Seule équipe à remporter le championnat en étant invincible (2023-24).
- Plus grand nombre de doublés championnat-Coupe remportés: 2 (1996-97 et 2012-13) – record absolu partagé.
- Plus grand nombre de doublés championnat-Ligue des champions: 2 (1997-98 et 1999-00).
- Plus grand nombre de titres lors d'une saison: 3 (1999-00 – Botola, Ligue des champions et Supercoupe).
- Plus longue série de victoire en championnat: 9
- Plus longue série d'invincibilité en championnat: 35
- Plus longue série de clean sheets en championnat: 14

International
- Première équipe à remporter la Ligue des champions sous sa nouvelle forme (1997).
- Première équipe africaine et arabe à se qualifier à la Coupe du monde des clubs (2000).
- Seule équipe arabe (avec Al-Aïn FC) et nord-africaine à atteindre la finale de la Coupe du monde des clubs et la deuxième en Afrique.
- Seule équipe de l'histoire des compétitions africaines à gagner tous ses matchs des poules en n'encaissant aucun but[101].
- Seule équipe de l'histoire des compétitions africaines à n'encaisser aucun but lors des six matchs de la phase de poules.
- Première équipe à remporter une compétition africaine en dehors du continent africain (Supercoupe-Doha 2019).
- Sachant qu'Al Ahly SC est le club le plus titré en Afrique, le Raja est la première équipe à l'avoir vaincu à domicile en Égypte dans une compétition africaine[102].
- Le record africain du taux d'audience le plus élevé a été atteint au cours de la demi-finale de la Coupe du monde des clubs 2013 entre le Raja et l'Atlético Mineiro, avec quelques 650 millions d'auditeurs et téléspectateurs dans le monde entier.
- Plus grand nombre de buts inscrits par une équipe au titre d'une seule compétition africaine : 34 buts (2018).